# Chikodi
Chikodi (en canarés: ಚಿಕ್ಕೋಡಿ ) es una ciudad de la India en el distrito de Belgaum, estado de Karnataka.

## Geografía
Se encuentra a una altitud de 642 m s. n. m. a 574 km de la capital estatal, Bangalore, en la zona horaria UTC +5:30.

## Demografía
Según estimación 2011 contaba con una población de 37 657 habitantes.